# پارک (ایندیانا)
پارک (به انگلیسی: Park) یک منطقهٔ مسکونی در ایالات متحده آمریکا است که در شهرستان گرین، ایندیانا واقع شده‌است. پارک ۲۰۲٫۰۸ متر بالاتر از سطح دریا واقع شده‌است.